# The Shooting of Dan McGrew (film 1915)
The Shooting of Dan McGrew è un film muto del 1915 diretto da Herbert Blaché. La sceneggiatura di Aaron Hoffman si ispira all'omonima poesia di Robert W. Service pubblicata nel suo The Spell of the Yukon a New York nel 1907.

## Trama
Durante la corsa all'oro in Alaska, una slitta trainata dai cani si ferma davanti al Malamute Saloon: vi entra un minatore, Jim Maxwell che si siede al piano e canta una canzone. Racconta agli astanti di quando viveva felicemente insieme alla moglie Lou e alla loro piccola Nell. Felice finché Dan McGrew, un suo amico, non convinse Lou che il marito la tradiva, inducendola a lasciare la casa e ad abbandonarlo. Da quel momento, Jim ha vissuto sempre solo. Finché, anni dopo, ha incontrato sua figlia Nell, divenuta ormai una donna. Il marito di Nell era stato accusato di un omicidio compiuto da Dan McGrew. Jim, allora, ha aiutato l'uomo innocente nella fuga. Finita la canzone, Jim si gira verso una coppia seduta poco lontana da lui nel saloon: sono sua moglie Lou con Dan. Le luci si spengono. Dei colpi risuonano nel buio. Quando la luce si riaccende, Dan McGrew giace morto e Jim e Lou possono ricominciare una nuova vita insieme.

## Produzione
Il film fu prodotto dalla Popular Plays and Players Inc. Venne girato in Canada, in Georgia, New York e in Texas

## Distribuzione
Il copyright del film, richiesto dalla Metro Pictures Corp., fu registrato il 3 maggio 1915 con il numero LP6481.

Distribuito dalla Metro Pictures Corporation, il film uscì nelle sale cinematografiche statunitensi il 2 maggio 1915.
Non si conoscono copie ancora esistenti della pellicola che viene considerata presumibilmente perduta.

## Altre versioni
Nel 1924, venne rifatto da Clarence G. Badger sempre con il titolo The Shooting of Dan McGrew.
La poesia di Robert W. Service venne ripresa in un corto di animazione nel 1965, diretto da Ed Graham Jr.. Venne anche parodiata in un cortometraggio di Tex Avery, The Shooting of Dan McGoo, girato nel 1945.

### Citazioni
Nel 1964, l'attrice inglese Margaret Rutherford, vestendo i panni di Miss Marple in Assassinio sul palcoscenico, si presenta a un'audizione nel teatro dove vorrebbe svolgere una delle sue indagini, scioccando l'uditorio con la sua interpretazione della poesia di Service.